# Weinmeisterstraße
Die Weinmeisterstraße ist eine Straße im Berliner Ortsteil Mitte in der historischen Spandauer Vorstadt.

## Lage

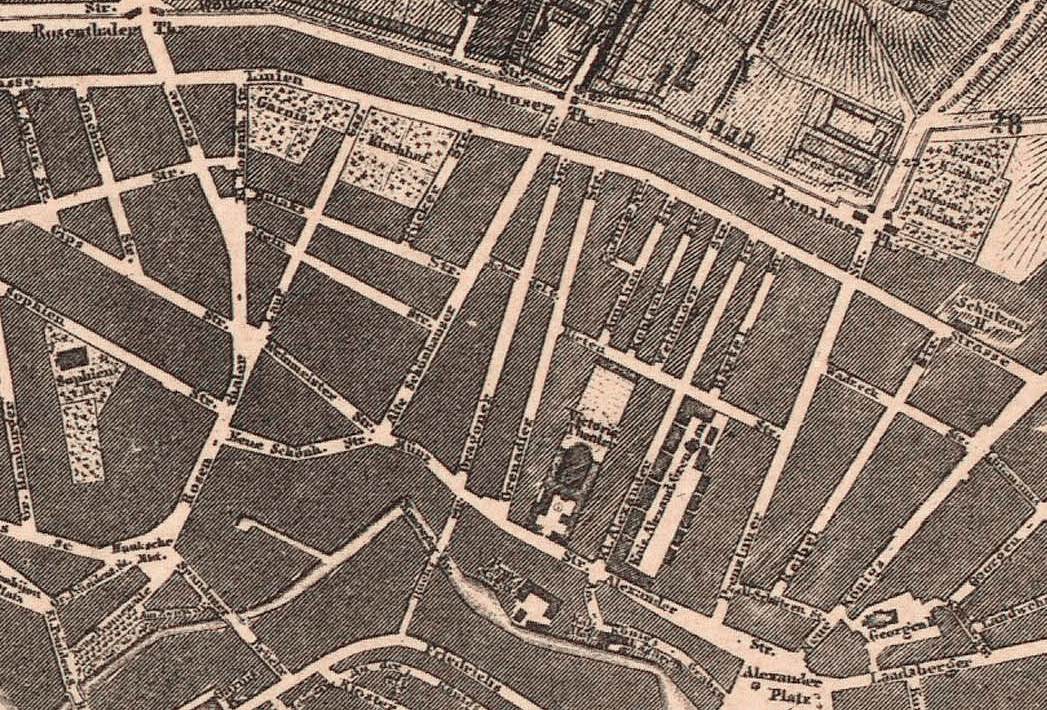
Stadtplan 1862, mit Weinmeisterstraße (links)

Die Weinmeisterstraße verläuft zwischen der Rosenthaler Straße im Westen und der Alten und  Neuen Schönhauser Straße im Osten. Ihre Verlängerungen sind die Gipsstraße im Westen und die Münzstraße im Osten. Die Weinmeisterstraße liegt nordwestlich  des Alexanderplatzes und nordöstlich des Hackeschen Marktes.

## Geschichte
1699 wurde ein Weg  durch den Garten des Weinmeisters Stohse gelegt, dieser hatte zunächst keinen Namen.
Seit etwa 1750 hieß der Weg Weinmeister-Gasse. In dieser Zeit wurden dort 19 Grundstücke angelegt. Diese gehörten meist Handwerksmeistern und Fabrikanten bzw. deren Witwen.
Um 1820 wurde die Gasse in Weinmeisterstraße umbenannt. In den folgenden Jahrzehnten wurden dort größere Geschäfts- und Wohnhäuser gebaut, in denen weiterhin vor allem kleine und mittelständische Unternehmer wohnten und tätig waren. Das Sophiengymnasium wurde 1867 der markanteste Gebäudekomplex.
1930 entstand der U-Bahnhof unter der Straße.

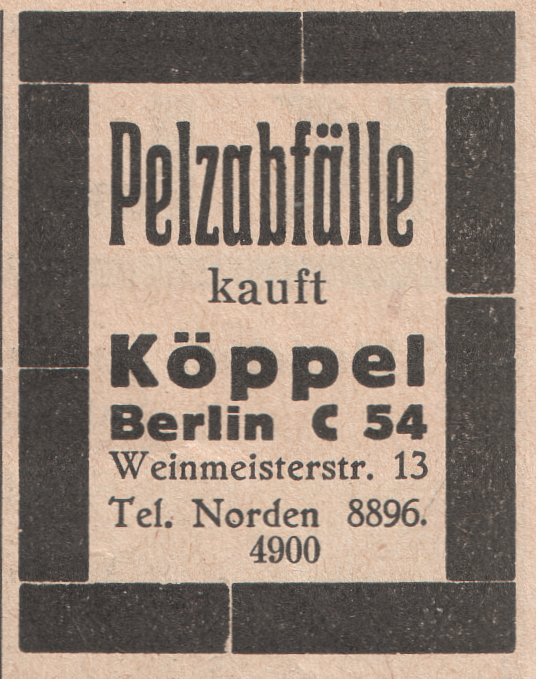
Anzeige Köppel, Weinmeisterstraße 13, 1926

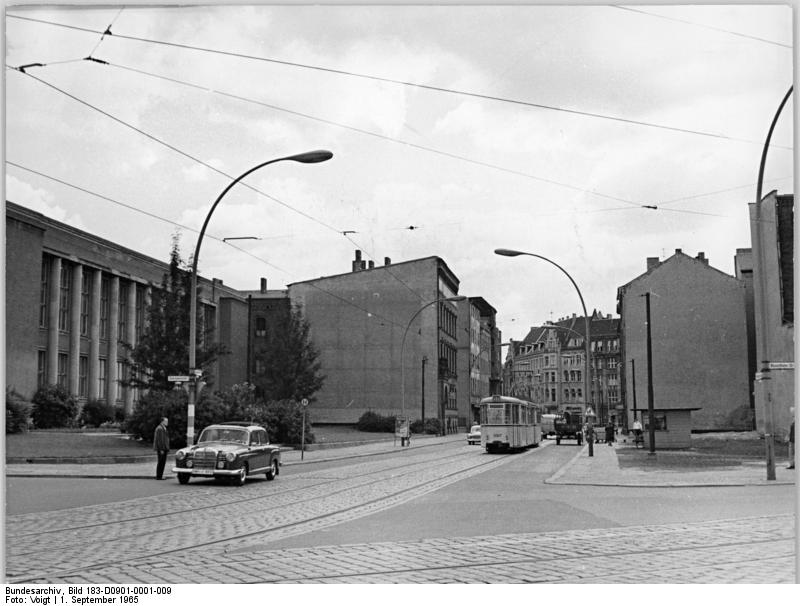
Weinmeisterstraße, 1965

In den 1940er Jahren wurden die Gebäude an der Rosenthaler Straße beschädigt und danach abgetragen. 1953 wurde dort ein neues Schulgebäude fertiggestellt.
1961 wurde der U-Bahnhof geschlossen, da die Linie 8 vor allem die West-Berliner Sektoren miteinander verband.
Bis 1967 fuhr die Straßenbahnlinie 69 durch die Weinmeisterstraße. In den 1980er Jahren wurde das Eckhaus Nr. 8 an der Neuen Schönhauser Straße in kleinteiliger Plattenbauweise neu erbaut (wie auch auf der gegenüberliegenden Seite in der Alten Schönhauser Straße).
Ende 1989 wurde der U-Bahnhof Weinmeisterstraße wieder allgemein zugänglich gemacht. Nach 1990 wurden alle Gebäude saniert, die seitdem vor allem für Wohnungen genutzt werden. An der Rosenthaler Straße wurden neue Bürogebäude in den Baulücken ergänzt. Das LesArt – Berliner Zentrum für Kinder- und Jugendliteratur befindet sich in der Nr. 5.

## Gebäude und U-Bahnhof

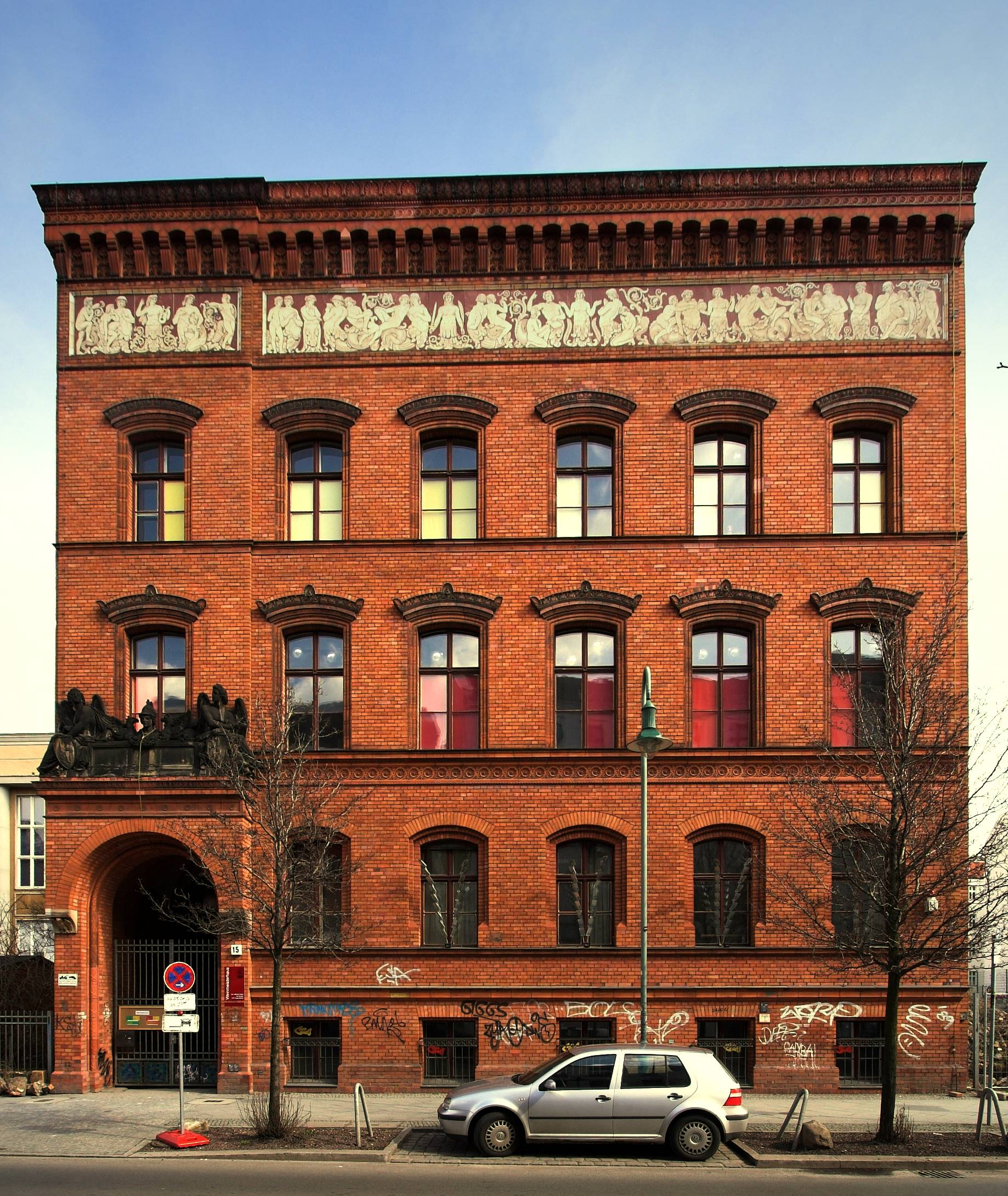
Ehemaliges Direktoratshaus des Sophiengymnasiums, 1865–1867

Die Nummerierung der Häuser verläuft in Hufeisenform von der südwestlichen Seite an der Rosenthaler Straße bis zur Neuen Schönhauser Straße (Nr. 8) und dann auf der gegenüberliegenden Seite von der Alten Schönhauser Straße wieder zurück bis zur Rosenthaler Straße (Nr. 16).
Kulturdenkmale sind
- Nr. 4–7 Wohnhäuser
- Nr. 15 ehemaliges Direktoratsgebäude des  Sophiengymnasiums, erbaut 1865–1867, mit Ziegelsteinen, seit 1990 Jugendkulturzentrum Weinmeisterhaus
- Nr. 16 Schulgebäude mit Sporthalle, 1950–1953 neu erbaut, anstelle des zerstörten Gymnasiumsgebäudes, eines der wenigen größeren Bauten aus dieser Zeit in Berlin, jetzt eine Freie Waldorfschule
- U-Bahnhof Weinmeisterstraße, U-Bahn-Linie U8, 1930 fertiggestellt, Eingänge an der Alten und Neuen Schönhauser Straße